# Букова (Поморське воєводство)
Букова (пол. Bukowa) — село в Польщі, у гміні Смолдзіно Слупського повіту Поморського воєводства.
Населення — 68 осіб (2011).
У 1975-1998 роках село належало до Слупського воєводства.

## Демографія
Демографічна структура станом на 31 березня 2011 року:
|          | Загалом | Допрацездатний вік | Працездатний вік | Постпрацездатний вік |
| -------- | ------- | ------------------ | ---------------- | -------------------- |
| Чоловіки | 36      | 9                  | 23               | 4                    |
| Жінки    | 32      | 2                  | 21               | 9                    |
| Разом    | 68      | 11                 | 44               | 13                   |